# Football League Cup 1976-1977
La Football League Cup 1976-1977 è stata la 17ª edizione del terzo torneo calcistico più importante del calcio inglese, l'11ª in finale unica. La manifestazione, ebbe inizio il 14 agosto 1976 e si concluse il 13 aprile 1977 all'Old Trafford di Manchester, dove venne disputato il secondo replay della finale, che fece seguito ai match giocati a Wembley ed Hillsborough.
Il trofeo fu vinto dall'Aston Villa, che nella terza e decisiva sfida di finale ebbe la meglio sull'Everton, imponendosi con il punteggio di 3-2 dopo i tempi supplementari.

## Formula
La Football League Cup era riservata alle 92 squadre della Football League. Il torneo era composto da scontri ad eliminazione diretta: in caso di pareggio ripetizione a campi invertiti fino a quando non c'era una vincitrice, in finale invece si rigiocava sempre in campo neutro. Se anche nel replay si verificava un pari si faceva ricorso ai tempi supplementari. Il primo turno e le semifinali prevedevano invece due match, dove la squadra con il miglior risultato combinato accedeva al turno successivo: qualora l'aggregato dei gol fra le due gare risultava in parità, si giocava il replay, ed eventualmente si disputavano i tempi supplementari ed i calci di rigore.
|                              | Squadre che entrano in questo turno                                                                    | Squadre qualificate dal turno precedente    |
| ---------------------------- | --- | ------------------------------------------- |
| Primo turno (56 squadre)     | - 24 squadre dalla Fourth Division - 24 squadre dalla Third Division - 8 squadre dalla Second Division |                                             |
| Secondo turno (64 squadre)   | - 22 squadre dalla First Division - 14 squadre dalla Second Division                                   | - 28 squadre vincitrici del primo turno     |
| Terzo turno (32 squadre)     | | - 32 squadre vincitrici del secondo turno   |
| Quarto turno (16 squadre)    | | - 16 squadre vincitrici del terzo turno     |
| Quarti di finale (8 squadre) | | - 8 squadre vincitrici del quarto turno     |
| Semifinali (4 squadre)       | | - 4 squadre vincitrici dei quarti di finale |
| Finale (2 squadre)           | | - 2 squadre vincitrici delle semifinali     |

## Primo turno
| Squadra 1         | Totale | Squadra 2        | Andata         | Ritorno        |
| ----------------- | ------ | ---------------- | -------------- | -------------- |
|                   |        |                  | 14 agosto 1976 | 17 agosto 1976 |
| Bournemouth       | 0 - 1  | Torquay Utd      | 0 - 0          | 0 - 1          |
| Bradford City     | 4 - 2  | Oldham Athletic  | 1 - 1          | 3 - 1          |
| Bury              | 3 - 2  | Preston N.E.     | 2 - 1          | 1 - 1          |
| Cardiff City      | 6 - 5  | Bristol Rovers   | 2 - 1          | 4 - 4          |
| Chesterfield      | 3 - 4  | Rotherham Utd    | 3 - 1          | 0 - 3          |
| Crystal Palace    | 3 - 2  | Portsmouth       | 2 - 2          | 1 - 0          |
| Mansfield Town    | 2 - 2  | Scunthorpe Utd   | 2 - 0          | 0 - 2          |
| Millwall          | 3 - 3  | Colchester Utd   | 2 - 1          | 1 - 2          |
| Oxford Utd        | 1 - 2  | Cambridge Utd    | 1 - 0          | 0 - 2          |
| Southend Utd      | 2 - 3  | Brighton         | 1 - 1          | 1 - 2          |
| Southport         | 2 - 2  | Carlisle Utd     | 1 - 2          | 1 - 0          |
| Swansea City      | 4 - 2  | Newport County   | 4 - 1          | 0 - 1          |
| Watford           | 3 - 1  | Brentford        | 1 - 1          | 2 - 0          |
| York City         | 0 - 0  | Barnsley         | 0 - 0          | 0 - 0          |
|                   |        |                  | 14 agosto 1976 | 18 agosto 1976 |
| Aldershot         | 1 - 3  | Gillingham       | 1 - 1          | 0 - 2          |
| Chester City      | 5 - 4  | Hereford Utd     | 2 - 0          | 3 - 4          |
| Crewe Alexandra   | 3 - 4  | Tranmere         | 2 - 1          | 1 - 3          |
| Doncaster         | 2 - 2  | Lincoln City     | 1 - 1          | 1 - 1          |
| Grimsby Town      | 0 - 3  | Sheffield Weds   | 0 - 3          | 0 - 0          |
| Halifax Town      | 1 - 1  | Darlington       | 0 - 0          | 1 - 1          |
| Huddersfield Town | 4 - 1  | Hartlepool Utd   | 2 - 0          | 2 - 1          |
| Plymouth          | 0 - 2  | Exeter City      | 0 - 1          | 0 - 1          |
| Port Vale         | 1 - 2  | Wrexham          | 1 - 1          | 0 - 1          |
| Reading           | 3 - 3  | Peterborough Utd | 2 - 3          | 1 - 0          |
| Rochdale          | 1 - 5  | Blackburn        | 0 - 1          | 1 - 4          |
| Swindon Town      | 3 - 4  | Northampton Town | 3 - 2          | 0 - 2          |
| Workington        | 0 - 0  | Stockport County | 0 - 0          | 0 - 0          |
|                   |        |                  | 16 agosto 1976 | 18 agosto 1976 |
| Shrewsbury Town   | 0 - 2  | Walsall          | 0 - 1          | 0 - 1          |

### Replay
| Squadra 1        | Risultato      | Squadra 2        |
| ---------------- | -------------- | ---------------- |
| 24 agosto 1976   |                |                  |
| Carlisle Utd     | 3 - 2          | Southport        |
| Doncaster        | 1 - 1 (d.t.s.) | Lincoln City     |
| Scunthorpe Utd   | 2 - 1          | Mansfield Town   |
| York City        | 1 - 2 (d.t.s.) | Barnsley         |
| 25 agosto 1976   |                |                  |
| Peterborough Utd | 3 - 1 (d.t.s.) | Reading          |
| 25 agosto 1976   |                |                  |
| Halifax Town     | 1 - 2 (d.t.s.) | Darlington       |
| Workington       | 0 - 2          | Stockport County |

## Secondo turno
| Squadra 1        | Risultato | Squadra 2         |
| ---------------- | --------- | ----------------- |
| 30 agosto 1976   |           |                   |
| Everton          | 3 - 0     | Cambridge Utd     |
| 31 agosto 1976   |           |                   |
| Arsenal          | 3 - 2     | Carlisle Utd      |
| Blackpool        | 2 - 1     | Birmingham City   |
| Bristol City     | 0 - 1     | Coventry City     |
| Chester City     | 2 - 3     | Swansea City      |
| Crystal Palace   | 1 - 3     | Watford           |
| Doncaster        | 1 - 2     | Derby County      |
| Exeter City      | 1 - 3     | Norwich City      |
| Fulham           | 1 - 1     | Peterborough Utd  |
| Ipswich Town     | 0 - 0     | Brighton          |
| Leyton Orient    | 1 - 0     | Hull City         |
| Liverpool        | 1 - 1     | West Bromwich     |
| Middlesbrough    | 1 - 2     | Tottenham         |
| Northampton Town | 0 - 1     | Huddersfield Town |
| Scunthorpe Utd   | 0 - 2     | Notts County      |
| Southampton      | 1 - 1     | Charlton          |
| Sunderland       | 3 - 1     | Luton Town        |
| Walsall          | 2 - 4     | Nottingham Forest |
| Wolverhampton    | 1 - 2     | Sheffield Weds    |
| 1 settembre 1976 |           |                   |
| Aston Villa      | 3 - 0     | Manchester City   |
| Blackburn        | 1 - 3     | Stockport County  |
| Bradford City    | 1 - 2     | Bolton            |
| Bury             | 2 - 1     | Darlington        |
| Cardiff City     | 1 - 3     | QPR               |
| Chelsea          | 3 - 1     | Sheffield Utd     |
| Gillingham       | 1 - 2     | Newcastle Utd     |
| Manchester Utd   | 5 - 0     | Tranmere          |
| Rotherham Utd    | 1 - 2     | Millwall          |
| Stoke City       | 2 - 1     | Leeds Utd         |
| Torquay Utd      | 1 - 0     | Burnley           |
| West Ham Utd     | 3 - 0     | Barnsley          |
| Wrexham          | 1 - 0     | Leicester City    |

### Replay
| Squadra 1        | Risultato | Squadra 2    |
| ---------------- | --------- | ------------ |
| 6 settembre 1976 |           |              |
| West Bromwich    | 1 - 0     | Liverpool    |
| 7 settembre 1976 |           |              |
| Brighton         | 2 - 1     | Ipswich Town |
| Charlton         | 2 - 1     | Southampton  |
| Peterborough Utd | 1 - 2     | Fulham       |

## Terzo turno
| Squadra 1         | Risultato | Squadra 2         |
| ----------------- | --------- | ----------------- |
| 20 settembre 1976 |           |                   |
| Chelsea           | 2 - 0     | Huddersfield Town |
| Stockport County  | 0 - 1     | Everton           |
| 21 settembre 1976 |           |                   |
| Aston Villa       | 2 - 1     | Norwich City      |
| Blackpool         | 1 - 1     | Arsenal           |
| Charlton          | 0 - 1     | West Ham Utd      |
| Millwall          | 0 - 0     | Leyton Orient     |
| Nottingham Forest | 0 - 3     | Coventry City     |
| QPR               | 2 - 1     | Bury              |
| Sheffield Weds    | 3 - 1     | Watford           |
| 22 settembre 1976 |           |                   |
| Derby County      | 1 - 1     | Notts County      |
| Fulham            | 2 - 2     | Bolton            |
| Manchester Utd    | 2 - 2     | Sunderland        |
| Newcastle Utd     | 3 - 0     | Stoke City        |
| Torquay Utd       | 1 - 2     | Swansea City      |
| Tottenham         | 2 - 3     | Wrexham           |
| West Bromwich     | 0 - 2     | Brighton          |

### Replay
| Squadra 1         | Risultato      | Squadra 2      |
| ----------------- | -------------- | -------------- |
| 28 settembre 1976 |                |                |
| Arsenal           | 0 - 0 (d.t.s.) | Blackburn      |
| 4 ottobre 1976    |                |                |
| Bolton            | 2 - 2 (d.t.s.) | Fulham         |
| Notts County      | 1 - 2          | Derby County   |
| Sunderland        | 2 - 2 (d.t.s.) | Manchester Utd |
| 12 ottobre 1976   |                |                |
| Leyton Orient     | 0 - 0 (d.t.s.) | Millwall       |

### Secondo Replay
| Squadra 1       | Risultato | Squadra 2     |
| --------------- | --------- | ------------- |
| 4 ottobre 1976  |           |               |
| Arsenal         | 2 - 0     | Blackburn     |
| 6 ottobre 1976  |           |               |
| Manchester Utd  | 2 - 0     | Sunderland    |
| 18 ottobre 1976 |           |               |
| Fulham          | 1 - 2     | Bolton        |
| 19 ottobre 1976 |           |               |
| Millwall        | 3 - 0     | Leyton Orient |

## Quarto turno
| Squadra 1       | Risultato | Squadra 2      |
| --------------- | --------- | -------------- |
| 26 ottobre 1976 |           |                |
| Arsenal         | 2 - 1     | Chelsea        |
| Brighton        | 1 - 1     | Derby County   |
| Everton         | 3 - 0     | Coventry City  |
| Swansea City    | 1 - 1     | Bolton         |
| 27 ottobre 1976 |           |                |
| Aston Villa     | 5 - 1     | Wrexham        |
| Manchester Utd  | 7 - 2     | Newcastle Utd  |
| Millwall        | 3 - 0     | Sheffield Weds |
| West Ham Utd    | 0 - 2     | QPR            |

### Replay
| Squadra 1       | Risultato | Squadra 2    |
| --------------- | --------- | ------------ |
| 2 novembre 1976 |           |              |
| Bolton          | 5 - 1     | Swansea City |
| 8 novembre 1976 |           |              |
| Derby County    | 2 - 1     | Brighton     |

## Quarti di finale
| Squadra 1       | Risultato | Squadra 2 |
| --------------- | --------- | --------- |
| 1 dicembre 1976 |           |           |
| Aston Villa     | 2 - 0     | Millwall  |
| Derby County    | 1 - 2     | Bolton    |
| Manchester Utd  | 0 - 3     | Everton   |
| QPR             | 2 - 1     | Arsenal   |

## Semifinali
| Squadra 1 | Totale | Squadra 2   | Andata          | Ritorno          |
| --------- | ------ | ----------- | --------------- | ---------------- |
|           |        |             | 18 gennaio 1977 | 15 febbraio 1977 |
| Everton   | 2 - 1  | Bolton      | 1 - 1           | 1 - 0            |
|           |        |             | 1 febbraio 1977 | 16 febbraio 1977 |
| QPR       | 2 - 2  | Aston Villa | 0 - 0           | 2 - 2            |

### Replay
| Squadra 1        | Risultato | Squadra 2   |
| ---------------- | --------- | ----------- |
| 22 febbraio 1977 |           |             |
| QPR              | 0 - 3     | Aston Villa |

## Finale
| Londra 12 marzo 1977 | Aston Villa      | 0 – 0 (d.t.s.) | Everton | Wembley Stadium (100.000 spett.)\| Arbitro: \| Gordon Cecil Kew \| |
| Arbitro:             | Gordon Cecil Kew |                |         |                                                                    |

| Aston Villa | Everton |

| ASTON VILLA  |    |                   |
|              |    |                   |
| P            | 1  | John Burridge     |
| D            | 2  | John Gidman       |
| D            | 3  | John Robson       |
| D            | 4  | Leighton Phillips |
| D            | 5  | Chris Nicholl     |
| C            | 6  | Dennis Mortimer   |
| C            | 7  | John Deehan       |
| C            | 8  | Brian Little      |
| A            | 9  | Andy Gray         |
| C            | 10 | Alex Cropley      |
| A            | 11 | Frank Carrodus    |
| Manager:     |    |                   |
| Ron Saunders |    |                   |

| EVERTON    |    |                 |
|            |    |                 |
| P          | 1  | David Lawson    |
| D          | 2  | Dave Jones      |
| D          | 3  | Terry Darracott |
| D          | 4  | Mick Lyons      |
| D          | 5  | Ken McNaught    |
| C          | 6  | Andy King       |
| C          | 7  | Bryan Hamilton  |
| C          | 8  | Martin Dobson   |
| A          | 9  | Bob Latchford   |
| A          | 10 | Duncan McKenzie |
| C          | 11 | Ronnie Goodlass |
| Manager:   |    |                 |
| Gordon Lee |    |                 |

### Replay
| Arbitro: | Gordon Cecil Kew |

|               |           |           |
| Kenyon (aut.) | Marcatori | Latchford |

| Aston Villa | Everton |

| ASTON VILLA  |    |                   |
|              |    |                   |
| P            | 1  | John Burridge     |
| D            | 2  | John Gidman       |
| D            | 3  | John Robson       |
| D            | 4  | Leighton Phillips |
| D            | 5  | Chris Nicholl     |
| C            | 6  | Dennis Mortimer   |
| C            | 7  | John Deehan       |
| C            | 8  | Brian Little      |
| A            | 9  | Andy Gray         |
| C            | 10 | Gordon Cowans     |
| A            | 11 | Frank Carrodus    |
| Manager:     |    |                   |
| Ron Saunders |    |                   |

| EVERTON         |    |                 |
|                 |    |                 |
| P               | 1  | David Lawson    |
| D               | 2  | Mike Bernard    |
| D               | 3  | Terry Darracott |
| D               | 4  | Mick Lyons      |
| D               | 5  | Ken McNaught    |
| C               | 6  | Andy King       |
| C               | 7  | Bryan Hamilton  |
| C               | 8  | Roger Kenyon    |
| A               | 9  | Bob Latchford   |
| A               | 10 | Duncan McKenzie |
| C               | 11 | Ronnie Goodlass |
| A disposizione: |    |                 |
| A               | 12 | Jim Pearson     |
| Manager:        |    |                 |
| Gordon Lee      |    |                 |

### Secondo Replay
| Arbitro: | Gordon Cecil Kew |

|                    |           |                 |
| Nicholl Little (2) | Marcatori | Latchford Lyons |

| Aston Villa | Everton |

| ASTON VILLA  |    |                   |
|              |    |                   |
| P            | 1  | John Burridge     |
| D            | 2  | John Gidman       |
| D            | 3  | John Robson       |
| D            | 4  | Leighton Phillips |
| D            | 5  | Chris Nicholl     |
| C            | 6  | Dennis Mortimer   |
| C            | 7  | John Deehan       |
| C            | 8  | Brian Little      |
| A            | 9  | Andy Gray         |
| C            | 10 | Gordon Cowans     |
| A            | 11 | Frank Carrodus    |
| Manager:     |    |                   |
| Ron Saunders |    |                   |

| EVERTON         |    |                 |
|                 |    |                 |
| P               | 1  | David Lawson    |
| D               | 2  | Mike Bernard    |
| D               | 3  | Terry Darracott |
| D               | 4  | Mick Lyons      |
| D               | 5  | Ken McNaught    |
| C               | 6  | Andy King       |
| C               | 7  | Bryan Hamilton  |
| C               | 8  | Roger Kenyon    |
| A               | 9  | Bob Latchford   |
| A               | 10 | Duncan McKenzie |
| C               | 11 | Ronnie Goodlass |
| A disposizione: |    |                 |
| A               | 12 | Jim Pearson     |
| Manager:        |    |                 |
| Gordon Lee      |    |                 |